# 톤도 왕국
톤도 왕국(Tundo)은 루손섬 파시그강 북쪽 마닐라만 지역에 위치해 있었던 성채 왕국이었다. 필리핀 초기의 라구나 동판 역사 기록에 언급된 터전 중 하나였다. 
원래는 10세기의 인도계 왕국으로, 톤도는 명나라와 정치적, 상업적 연계를 시작하면서 제도를 아우러며 오랫동안 존재했던 고대 지역 무역로의 중심이 되는 수도가 되었다. 그리하여, 톤드는 무역에서 동남아에서 동아시아를 아우르는 확립된 힘이 되었다. 톤도의 지역적 우세함은 약 1500년대 북부 제도의 제해권이 실현되면서 절정기에 브루나이의 술탄 볼키아와 동맹을 맺고, 연계 무역을 하는 시기에 더욱 정점에 이르렀다. 1570년 스페인 사람들이 최초로 톤도에 도착해서, 1591년 마닐라 만 지역의 통치자를 물리쳤을 때, 톤도는 마닐라(코타 셀루동 잔해 위에 세워진 스페인 요새)의 행정구역에 들어갔고, 독립국으로서의 지위를 상실했다. 그렇게 굴복당한 톤도는 오늘 날까지 마닐라 시 구역으로 존재를 계속하고 있다. 

## 같이 보기
- 마자파힛 제국